# موسی ترائوره (بازیکن فوتبال، زاده ۱۹۹۵)
موسی ترائوره (انگلیسی: Moussa Traoré؛ زادهٔ ۸ مهٔ ۱۹۹۵) بازیکن فوتبال اهل گینه است.
از باشگاه‌هایی که در آن بازی کرده است می‌توان به باشگاه فوتبال میراندس اشاره کرد.
وی همچنین در تیم ملی فوتبال گینه بازی کرده است.